# Ґозданін (Куявсько-Поморське воєводство)
Ґозданін (пол. Gozdanin, нім. Güldenhof) — село в Польщі, у гміні Моґільно Моґіленського повіту Куявсько-Поморського воєводства.
Населення — 279 осіб (2011).
У 1975-1998 роках село належало до Бидгощського воєводства.

## Демографія
Демографічна структура станом на 31 березня 2011 року:
|          | Загалом | Допрацездатний вік | Працездатний вік | Постпрацездатний вік |
| -------- | ------- | ------------------ | ---------------- | -------------------- |
| Чоловіки | 139     | 31                 | 98               | 10                   |
| Жінки    | 140     | 23                 | 89               | 28                   |
| Разом    | 279     | 54                 | 187              | 38                   |